# Палди, Исраэль
Исраэль Палди (при рождении Фельдман; 14 апреля 1892, Бердянск — 1979, Израиль) — израильский живописец, педагог.

## Биография
Родился в Бердянске в семье Хаима Фельдмана и Леи Канторович. Детство провёл в Швейцарии. В 1908 эмигрировал в Палестину. Один из первых студентов Высшей школы живописи «Бецалель» (Иерусалим). В 1911-14 учился в Академии живописи в Мюнхене. Вернулся в Палестину, преподавал рисование в гимназии «Герцлия» (Тель-Авив). В 1921 участник первой художественной выставки «Мигдал Давид» («Башня Давида», Иерусалим). В 1920-30-х годах состоялись персональные выставки Палди в Музее Тель-Авива и Музее Израиля (Иерусалим), участвовал в выставках в Палестине, а также в салонах Венеции и Сан-Паулу. В 1928 секретарь Союза художников Палестины. Лауреат премии имени Дизенгофа (1943, 1957).